# Santa Balbina all’Aventino

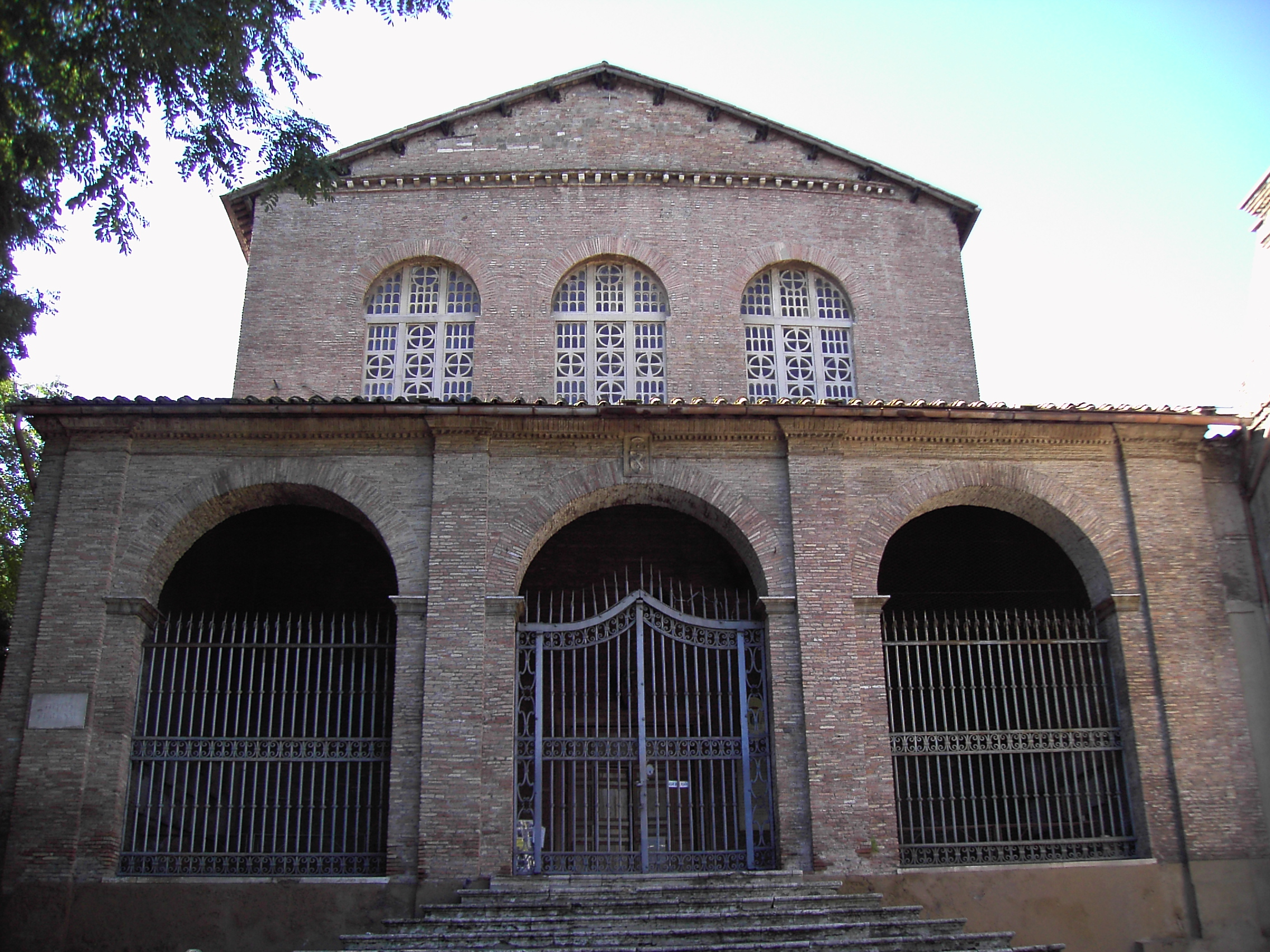
Fassade und Vorhalle der Kirche.

Santa Balbina (italienisch Santa Balbina all’Aventino; lateinisch Titulus Sanctae Balbinæ) ist eine Titelkirche in Rom, gelegen im XXI. Rione San Saba auf dem Aventin oberhalb der Caracalla-Thermen; den Eingang erreicht man über die Via Baccelli.

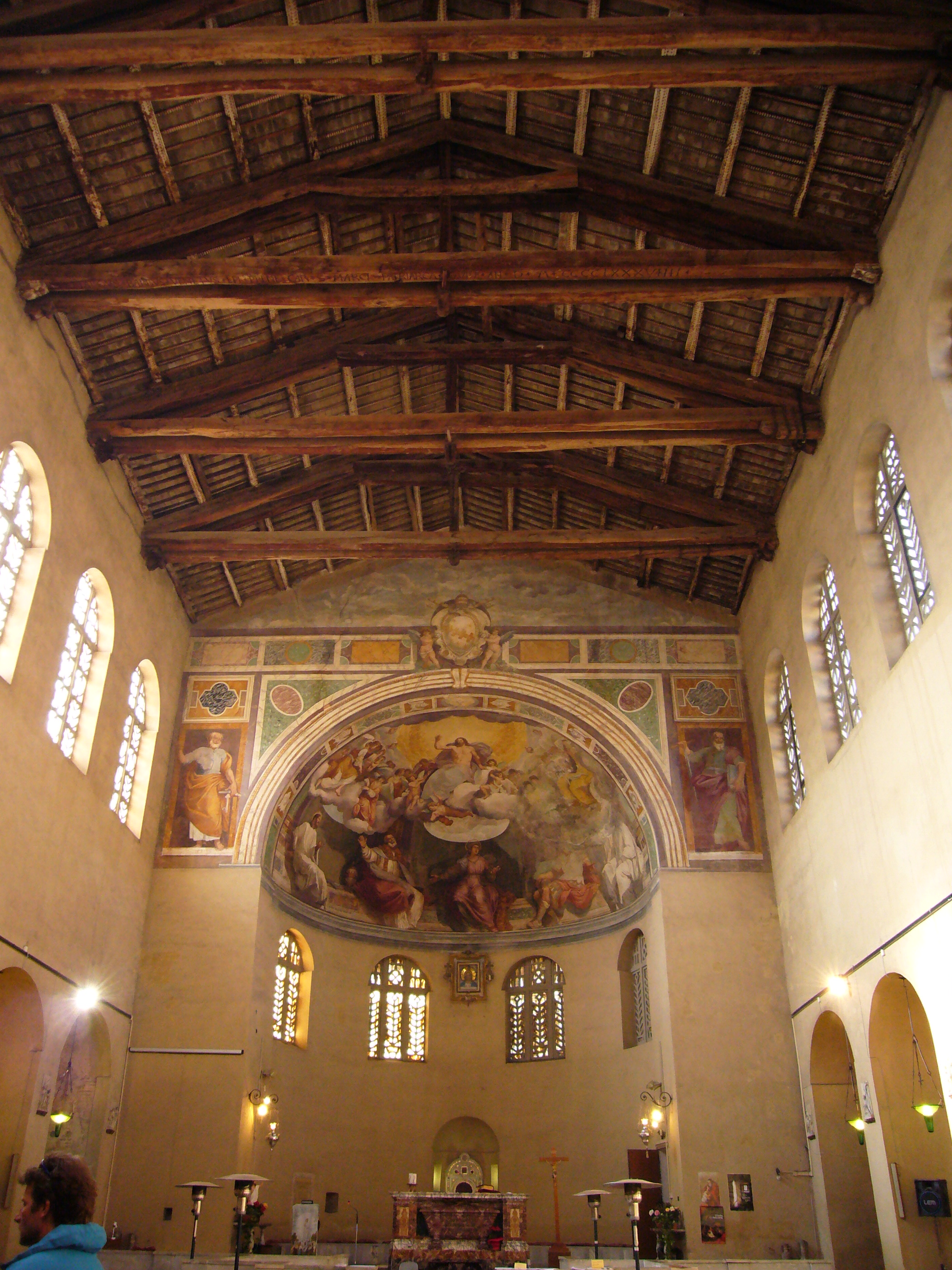
Innenraum mit den wieder hergestellten großen Rundbogenfenstern des 4. Jh.

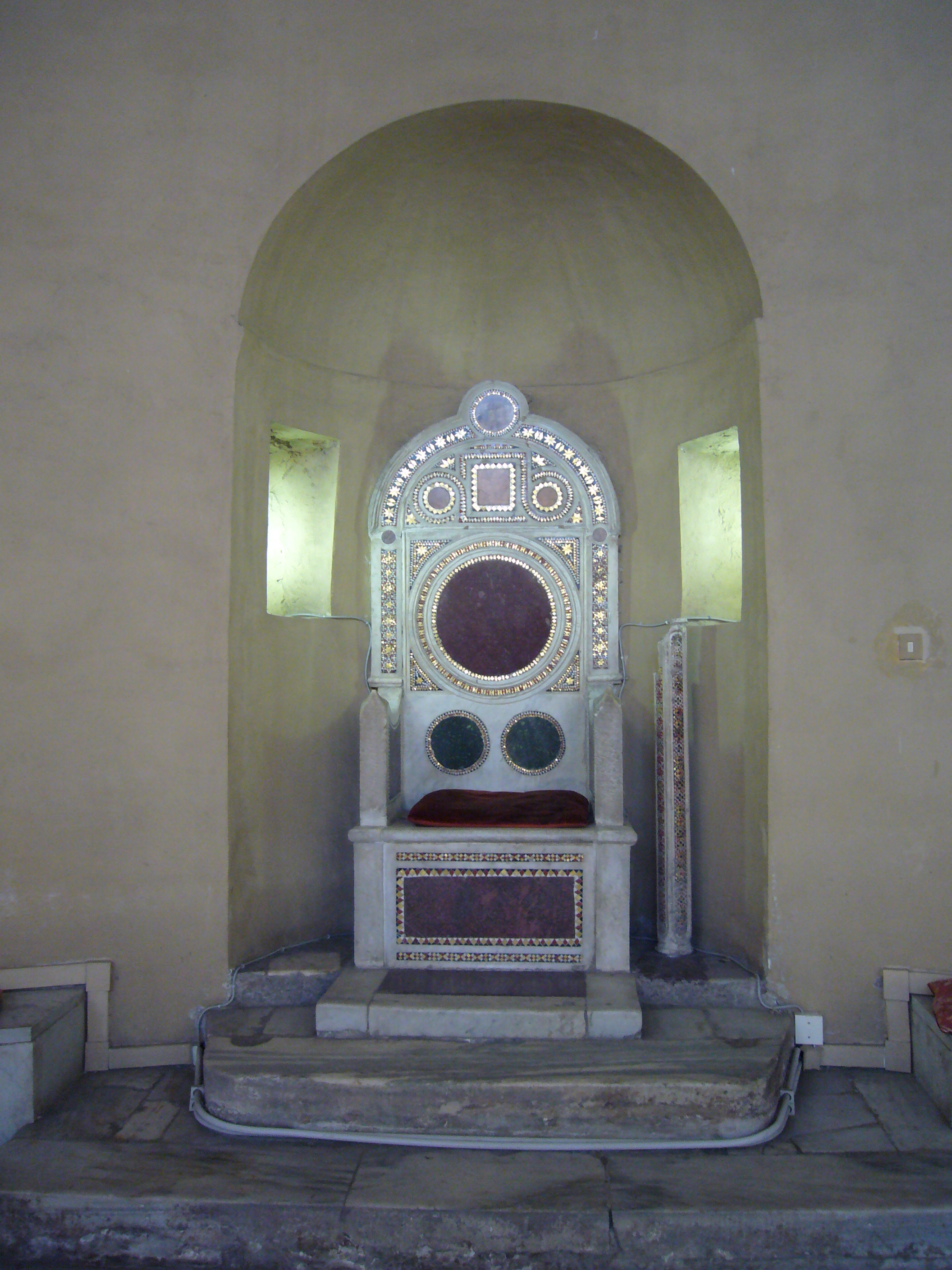
Bischofsthron, Kosmatenarbeit

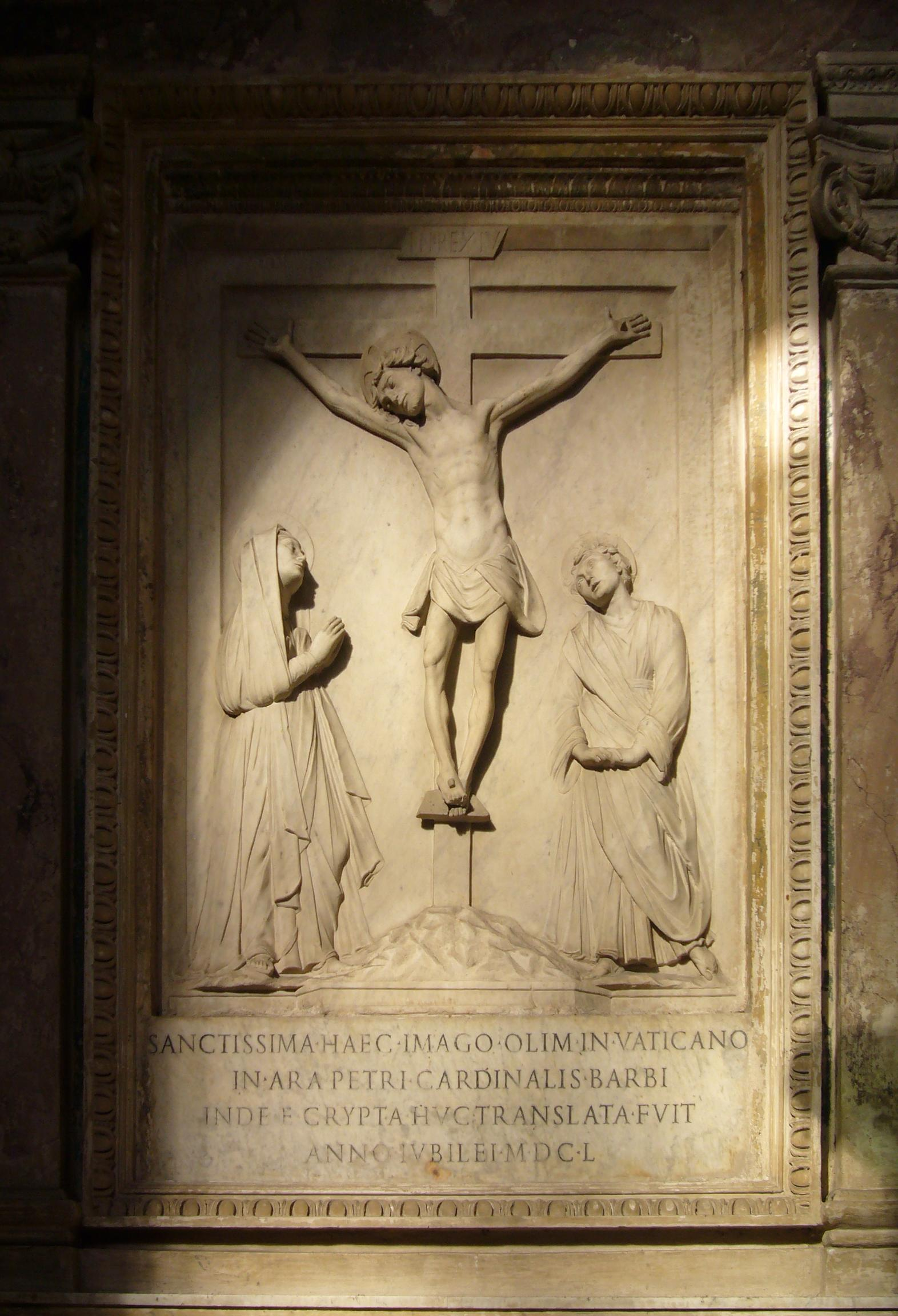
Kreuzigung Jesu, Marmorrelief von Mino da Fiesole, Ende 15. Jh.

## Patrozinium
Möglicherweise geht die Kirche auf den Titulus Tigridae zurück, der 499 bei der Synode von Symmachus erwähnt wird, aber sonst unbekannt ist. Der Titulus Sanctae Balbinae wird erstmals in den Konzilsakten von 595 erwähnt. Seit im 6. Jahrhundert die Reliquien der hl. Balbina von Rom in diese Kirche übertragen worden waren, ist sie auf diesen Namen geweiht worden. Bei der Kirche handelt es sich wahrscheinlich um eine Stiftung durch eine Römerin namens Balbina, die später zur Titelheiligen erhoben wurde.

## Baugeschichte
Es wird angenommen, dass die erste frühchristliche Kirche bereits im 5. Jahrhundert in einer Apsidenhalle eingerichtet worden ist, die zu der nach 200 errichteten Stadtvilla des Konsuls und Stadtpräfekten Lucius Fabius Cilo (domus Cilonis) gehört hatte. Bei dieser Halle handelt es sich um einen längsgerichteten einschiffigen Saalraum (ca. 24 × 15 m) unter offenem Dachstuhl, der mit einer halbrunden Apsis im Westen abschließt. Charakteristisch für die Bauzeit sind die Seitenwände, die durch je sechs abwechselnd halbrunde und quadratische Nischen mit Rundbogenfenstern darüber aufgelockert werden. Vergleichbar sind die Bauten von Sant’Adriano am Forum Romanum und Santi Quirico e Giulitta.
Die Umwandlung in eine Kirche erfolgte ohne bauliche Veränderungen; nur die Vorhalle mit den drei breiten Rundbogen wurde hinzugefügt.

## Inneres
Die kostbare Wandverkleidung der Apsidenhalle des 4. Jahrhunderts scheint nach der Umgestaltung zur Kirche zunächst erhalten geblieben zu sein. Bemerkenswert war auch die Lichtfülle durch die zahlreichen großformatigen Fenster in Kirchenschiff und Apsis. In der Apsis der frühchristlichen Kirche soll ein Mosaik vorhanden gewesen sein; nach Aufzeichnungen aus dem 17. Jahrhundert könnte es eine Darstellung von Christus mit den Aposteln gewesen sein.
Erhalten geblieben ist der Mosaikfußboden aus wieder verwendeten Resten antiker Bauten. Das Wandgrab von Stefano de Surdis (gest. 1303) am Kircheneingang hat Giovanni di Cosma  (1296–1303) geschaffen und signiert; der Bischofsthron in der Apsis ist ebenfalls eine Kosmatenarbeit. Das Grabmal von Papst Paul II. (1464–1471), ein Marmorrelief Jesus am Kreuz mit Maria und Johannes, stammt von Mino da Fiesole (1431–1484). Das Fresko in der Apsis mit der Verherrlichung der hl. Balbina hat Anastasio Fontebuoni gemalt (1599).
Antonio Muñoz hat die Kirche 1927 bis 1930 in ihren Zustand zurück versetzt, den sie vor der stark verändernden Restaurierung von 1571 erhalten hatte. Von ihm stammt auch die heutige Gestaltung der Fassade.
Stefan Váncza (István Báncsa), der erste ungarische Kardinal, hat in der Kirche  seine Grablege.
Neben der Kirche befindet sich ein Klosterkomplex, der ursprünglich von griechischen Mönchen bewohnt war und der seit 1897 als Pflegeheim dient.